# Un mari sur internet
Un mari sur internet (The Husband She Met Online) est un téléfilm canadien réalisé par Curtis Crawford, diffusé sur The Movie Network et aux États-Unis le 26 octobre 2013 sur Lifetime.

## Synopsis
Rachel vient de quitter John, son collègue et petit ami infidèle.  Via un site de rencontre, elle fait connaissance de Craig, qui a tout de l'homme idéal : romantique et gentleman,  il dirige l'entreprise de sa mère pendant que cette dernière travaille à l'étranger.  Alors qu'ils commencent une relation,  Craig s'avère possessif,  jaloux et incapable de se passer du consentement de sa mère.  Plus encore, ce dernier fait l'objet d'une enquête de la police à la suite de la disparition de son ex petite amie…

## Fiche technique
- Titre original : The Husband She Met Online
- Réalisation :	Curtis Crawford
- Scénario : Christine Conradt
- Photographie : Bill St. John
- Musique : Richard Bowers
- Langue originale : anglais
- Durée : 90 minutes
- Date de diffusion :
  -  France : 27 mars 2014 sur M6

## Distribution
- Meredith Monroe (VF : Barbara Delsol) : Rachel Malemen
- Jason Gray-Stanford (VF : Alexis Victor) : Craig Miller
- Damon Runyan (VF : Michelangelo Marchese) : Ryan Miller
- Bill Lake (VF : Patrick Descamps) : Jerry Berman
- Krista Morin (VF : Guylaine Gibert) : Laura Myler
- Brett Watson : John Anderson
- Catherine Mary Stewart : lieutenant Eve Millstrom
- Cinthia Burke : Tasha Miller
- Tom Berry : Howard Ranton
- Sophie Gendron : Melissa
- Allison Brennan : Dominique
- Mimi Kuzyk : Doris Miller
- Stephen MacDonald : Kevin
- Michael Mancini : chef Michel Malefant
- Paul Rainville : Marco

## Accueil
Le téléfilm a été vu par 1,632 millions de téléspectateurs lors de sa première diffusion.